# جيسيكا أورورك
جيسيكا أورورك (بالإنجليزية: Jessica O'Rourke) (3 يناير 1986 - ) هي لاعبة كرة قدم أمريكية في مركز الدفاع. لعبت مع شيكاغو رد ستارز ووسترن نيويورك فلاش وF.C. Indiana ‏ وZvezda-2005 Perm ‏ وSporting de Huelva ‏.

## وصلات خارجية
- جيسيكا أورورك على موقع Soccerway.com (الإنجليزية)